# Großparadiesvogel
Der Großparadiesvogel (Paradisaea apoda) auch Große Paradiesvogel ist eine Art aus der Gattung der Eigentlichen Paradiesvögel (Paradisaea) innerhalb der Familie der Paradiesvögel (Paradisaeidae). Er besiedelt große Teile des Tieflands im Süden Neuguineas sowie die vor der Küste Neuguineas liegenden Aru-Inseln.  Die Art lebt in Wäldern, wo sie sich von Früchten und wirbellosen Tieren ernährt. Die prachtvolle, farbenfrohe und lautstarke Gruppenbalz findet an traditionellen Plätzen (Leks) in den Baumkronen statt, an denen sich bis zu 15 Männchen versammeln. Sie werden von den Weibchen aufgesucht, die sich meist nur mit wenigen dominanten Männchen verpaaren. Für Nestbau und Jungenaufzucht ist das Weibchen allein verantwortlich.
Die Art wurde bereits 1758 von Linné beschrieben. Da die Eingeborenen der Molukken den Seeleuten Magellans erzählt hatten, die Vögel wären vom Himmel gesandt worden, wurden sie unter dem Namen „Paradiesvögel“ bekannt. Nach Europa gelangten nur Bälge ohne Füße, sodass man lange Zeit glaubte, die Tiere wären auch in der Natur „fußlos“ (griechisch αποδος). Linné wählte daher den wissenschaftlichen Artnamen Paradisaea apoda.

## Beschreibung

### Körperbau und -maße
Das Männchen des Großparadiesvogels ist mit einer Körperlänge von 43 cm (ohne die stark verlängerten Schäfte der mittleren Steuerfedern) knapp krähengroß, das Weibchen mit 35 cm etwas kleiner. Der Unterschied wird insbesondere bei der Flügellänge deutlich. Männchen der Nominatform haben eine Flügellänge von 22,5 bis 24 Zentimeter. Bei den Weibchen misst der Flügel 19,4 bis 21,5 Zentimeter. Das stark verlängerte mittlere Steuerfederpaar des Männchens ist 50 bis 85,4 Zentimeter lang. Das übrige Schwanzgefieder hat eine Länge von 15,6 bis 17,5 Zentimeter. Ähnlich wie beim Kleinen Paradiesvogel ist das mittlere Steuerfederpaar beim Weibchen kürzer als das übrige Schwanzgefieder. Es misst 13,2 bis 15,2 Zentimeter, während das übrige Schwanzgefieder 14,1 bis 15,8 Zentimeter misst. Der Schnabel misst bei beiden Geschlechtern 3,8 bis 4,8 Zentimeter.
Es liegen bis jetzt nur wenige Gewichtsdaten für Weibchen vor. Diese wogen zwischen 170 und 173 Gramm.

### Männchen

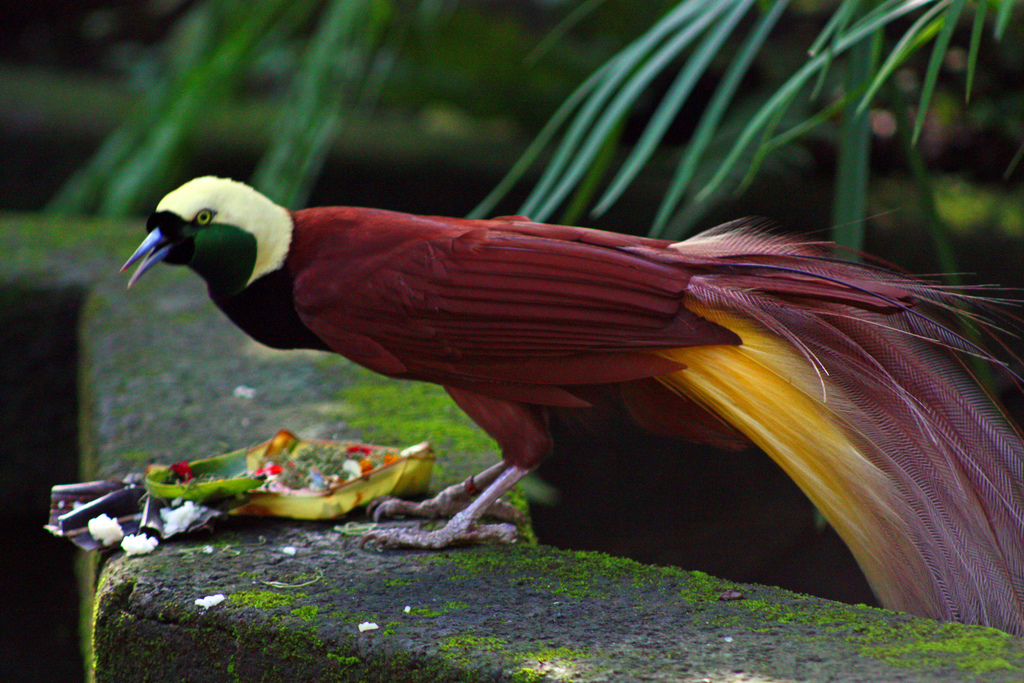
Großparadiesvogel, Vogelpark auf Bali

Beim Männchen der Nominatform ist der Schnabel bläulich-grau, die Iris ist gelb. Der Bereich von der Stirn über den Unterrand des Auges bis über die Ohrdecken und zur Kehle ist schillernd smaragdgrün. Die Nasenlöcher werden von vorragenden Federn überdeckt. Scheitel, hintere Kopfseiten und Nacken sind hell- bis orangegelb mit silbrigem Glanz. Die schwärzlich braune Färbung der polsterartig vorgewölbten Brust verläuft zum Bauch hin in Dunkelbraun und Mittelbraun sowie zu einem bräunlichen Rosé auf Beinbefiederung und Unterschwanzdecken. Die Oberseite einschließlich der Steuerfedern ist vom Rücken an kastanienbraun mit etwas dunklerer Tönung am Rücken und den Kleinen Armdecken sowie leicht orangegelber Färbung an den äußeren Säumen der Großen Armdecken. Die beiden mittleren Steuerfedern sind stark verlängert und auf schwärzliche, drahtähnliche Schäfte reduziert. Lediglich an der Basis weisen sie braune Fahnen auf. Das auffälligste Merkmal des Männchens sind jedoch die stark verlängerten Flankenfedern, die an der Basis intensiv gelb gefärbt sind und kastanienfarbige Schaftstriche aufweisen und die zum Ende hin immer stärker weißlich werden und eine daunig-bauschige Ausprägung bekommen. Die Beine und Füße sind graurosa.

### Weibchen und Jungvögel
Das Weibchen ist komplett braun gefärbt, wobei Kopf und vordere Brust sehr dunkel sind und der Oberseite die teilweise beim Männchen vorhanden orangegelbe Tönung fehlt. Die mittleren Steuerfedern sind schmaler und spitzer als die übrigen, jedoch nicht verlängert.
Das Jugendkleid ist bislang nicht beschrieben worden. Immature Vögel ähneln stark den Weibchen, subadulte Männchen weisen insbesondere am Kopf zunehmend Federn des Adultkleids auf. Bis sie voll ausgefärbt sind, kann es mindestens fünf bis sechs Jahre dauern.

## Verbreitung und Unterarten

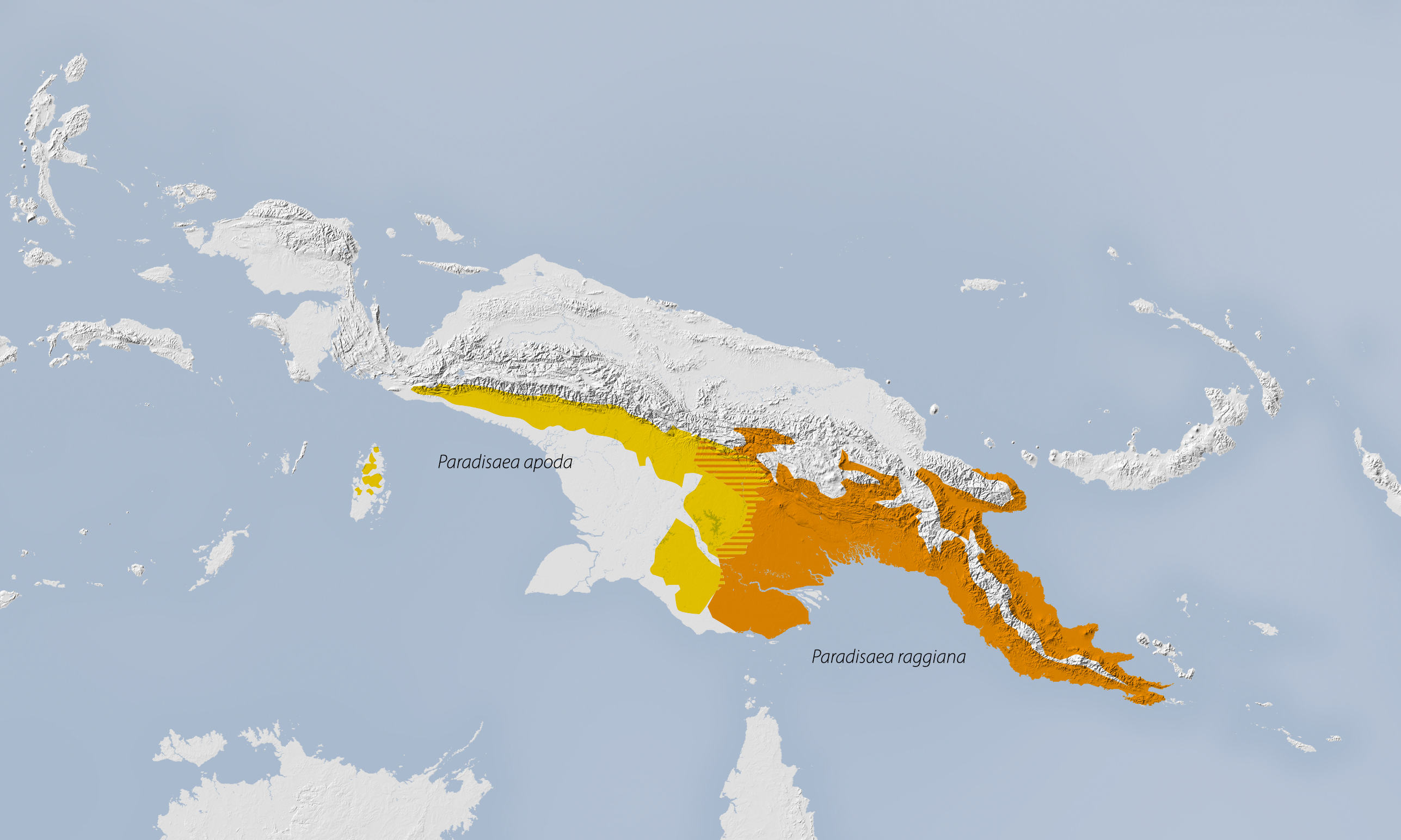
Brutverbreitung des Großparadiesvogels (gelb) und des Raggi-Paradiesvogels (orange). In der Zone des gemeinsamen Vorkommens (schraffiert) kommen sowohl Hybriden als auch gemeinsame Balzplätze (Leks) vor.

Der Großparadiesvogel besiedelt das Tiefland südlich der zentralen Bergkette in Neuguinea und die südlicher gelegenen Aru-Inseln. In Neuguinea reicht die Verbreitung etwa von Timika ostwärts bis zur Wasserscheide von Fly und Strickland River.
Es werden bisweilen zwei Unterarten beschrieben, wobei sich die auf den Aru-Inseln beheimatete Nominatform durch eine geringere Größe sowie eine kräftiger kastanienfarbene Körperbefiederung und eine hellere Brust unterscheidet. Andere Autoren sehen die Art wegen der schwierigen Unterscheidbarkeit der Populationen als monotypisch an.
- P. a. novaeguineae D’Albertis & Salvadori, 1879 – Neuguinea
- P. a. apoda Linnaeus, 1758 – Aru-Inseln

Die Art hybridisiert im Süden Neuguineas mit dem Raggi-Paradiesvogel, wo man nicht selten Leks mit männlichen Hybriden zwischen den beiden Arten festgestellt hat.

## Lebensweise
Der Großparadiesvogel besiedelt Wälder des Tief- und Hügellandes. Die Höhenverbreitung reicht mindestens bis auf 950 m hinauf.
Die Nahrung besteht, soweit bekannt, aus Früchten und Wirbellosen. Weibchenfarbige Individuen werden regelmäßig in kleinen Trupps bei der Nahrungssuche beobachtet. Sie vergesellschaften sich auch mit Glanzparadieskrähen und anderen früchtefressenden Arten. Adulte Männchen leben abseits der Leks als Einzelgänger.

## Fortpflanzung

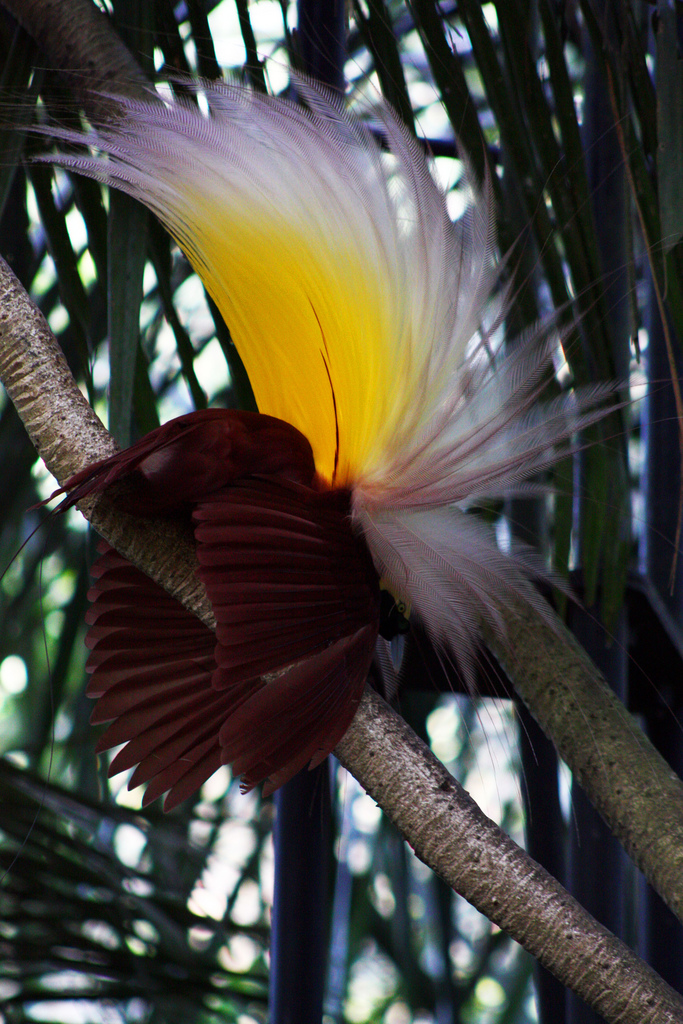
Bei der Balz (hier eine in der Literatur als Pump Display bezeichnete Pose) kommen die stark verlängerten, prachtvollen Flankenfedern des Männchens voll zur Geltung

Der Großparadiesvogel ist polygyn, das heißt, ein Männchen paart sich nach Möglichkeit mit mehreren Weibchen. Nestbau und Jungenaufzucht obliegen allein dem Weibchen.

### Balzplatz und Balz
Die Gruppenbalz findet an traditionellen Leks statt, die nicht selten schon über mehrere Jahrzehnte bestehen. Sie befinden sich meist knapp unterhalb der Baumwipfel im Geäst hoher, ausladender Bäume, in denen bis zu 15 Männchen oder mehr auf möglichst horizontalen Ästen ihre Balzplätze besetzen, deren nähere Umgebung sie vom Laub befreien. Die besten Plätze befinden sich in der Mitte und sind von älteren, erfahrenen und dominanten Männchen besetzt. Die Rangfolge wird vor Beginn der Balz in Kämpfen ausgefochten. Oft unterliegt auch die Rangfolge einer gewissen Tradition, sodass an lange bestehenden Leks meist weniger Kämpfe stattfinden. Wo beide Arten gemeinsam vorkommen, finden sich an manchen Leks sowohl Männchen des Großen, als auch des Raggi-Paradiesvogels.
Steht die Rangfolge fest, legen sich die Aggressionen und mit den Besuchen von Weibchen im Lek tritt die Balz in die entscheidende Phase. Sie beginnt damit, dass die verstreut sitzenden Männchen gleichzeitig ihre Balzplätze aufsuchen (Convergence Display) und in unregelmäßigen Abständen zwischen einer sehr aufrecht sitzenden (Wing Pose) und einer eher herabgeneigten Balzpose (Pump Display) wechseln und umherhüpfen. Die Balz wird von lautstarken Rufen begleitet. Im zweiten Teil der Balz (Static Display) nehmen die Männchen eine starre Pose ein, bei der die Flügel angehoben und der Kopf abgesenkt wird. Die Flankenfedern treten dabei besonders in Erscheinung und die Weibchen können die einzelnen Kandidaten „inspizieren“. Hier kann die Balz enden oder es folgt die Phase der Kopulation (Copulation Display), wofür sich die meisten Weibchen die dominanten Männchen auf den mittleren Plätzen wählen. Mit sich steigernden, vor- und zurückhüpfenden Bewegungen entlang des Astes nähert sich das Männchen dem Weibchen und äußert klickende Laute. Es umschirmt das Weibchen mit den Flügeln, um es schließlich zu bespringen und zu kopulieren.

### Nest und Gelege
Das einzige Nest, das bislang beschrieben wurde, war ein flaches, napfartig geformtes Gebilde in der Astgabel eines großen Baumes mit einem Durchmesser von 21 cm. Die Basis bestand aus Blättern, der Napf aus Stängeln von Orchideen oder Kletterpflanzen und Pyrrosia-ähnlichen Farnwedeln, der mit feinen Ranken ausgekleidet war. Das Gelege besteht aus einem Ei. In Gefangenschaft betrug die Brutdauer zwischen 16 und 17 Tagen; die Jungen schlüpften innerhalb von 12 bis 46 Stunden und verließen das Nest nach 18 bis 20 Tagen. Sie waren nach 29 bis 32 Tagen selbständig.

## Großparadiesvogel und Mensch

### Verwendung von Federn und Bälgen

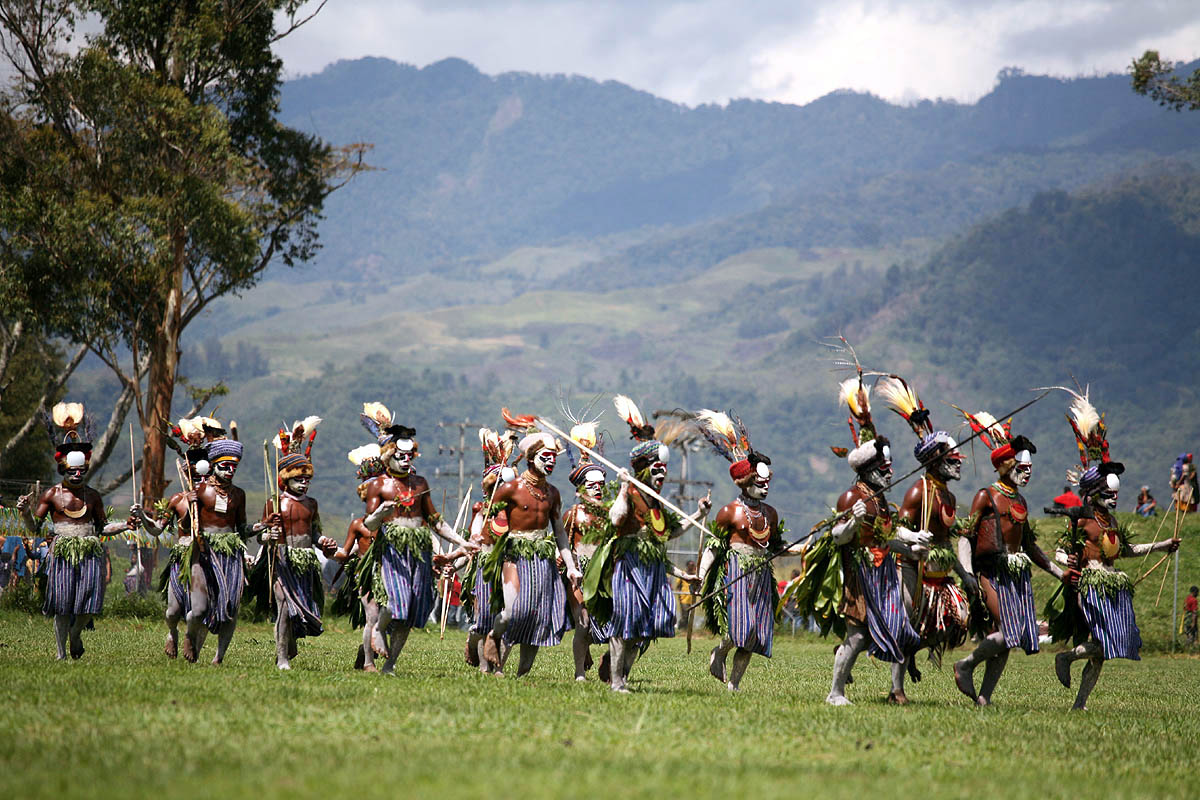
Tänzer aus dem Tambul-Distrikt beim Mount-Hagen-Festival, zu dem jedes Jahr am 3. Wochenende im August die Völker des Hochlands Papua-Neuguineas zusammenkommen und ihre traditionellen, mit Federn von Paradiesvögeln geschmückten Kostüme zeigen

Die Bälge und Federn zahlreicher Paradiesvögel werden von den indigenen Ethnien Neuguineas zu traditionellem Kopf- und Körperschmuck verarbeitet. Dies trifft auch für den Großparadiesvogel zu, dessen Federn und Bälge ein  auf Neuguinea begehrtes Handel- und Prestigeobjekt sind. Der Kopfschmuck, für den sowohl vollständige Bälge als auch einzelne Federn verarbeitet werden, wird fast ausschließlich von Männern zu besonderen zeremoniellen Anlässen getragen. Außerhalb dieser besonderen Anlässe werden die Bälge zwischen Bastmatten aufgerollt im Gebälk der traditionellen Häuser aufbewahrt, wo der Rauch der Kochfeuer sie vor Insektenfrass schützt. In den 1970er-Jahren wurde festgestellt, dass der Bestand an Großparadiesvögeln in den Regionen, in denen Gewehre eingeführt worden waren, deutlich zurückging. Dort, wo dies noch nicht der Fall war, blieben die Bestandszahlen vergleichsweise hoch. Die Individuen dieser Art waren dort auch auffallend zahmer.
Im Zeitraum von etwa 1880 bis 1920 wurden Federn und Bälge dieser Art außerdem von der westlichen Modeindustrie zu Schmuckfedern für Hüte verarbeitet.

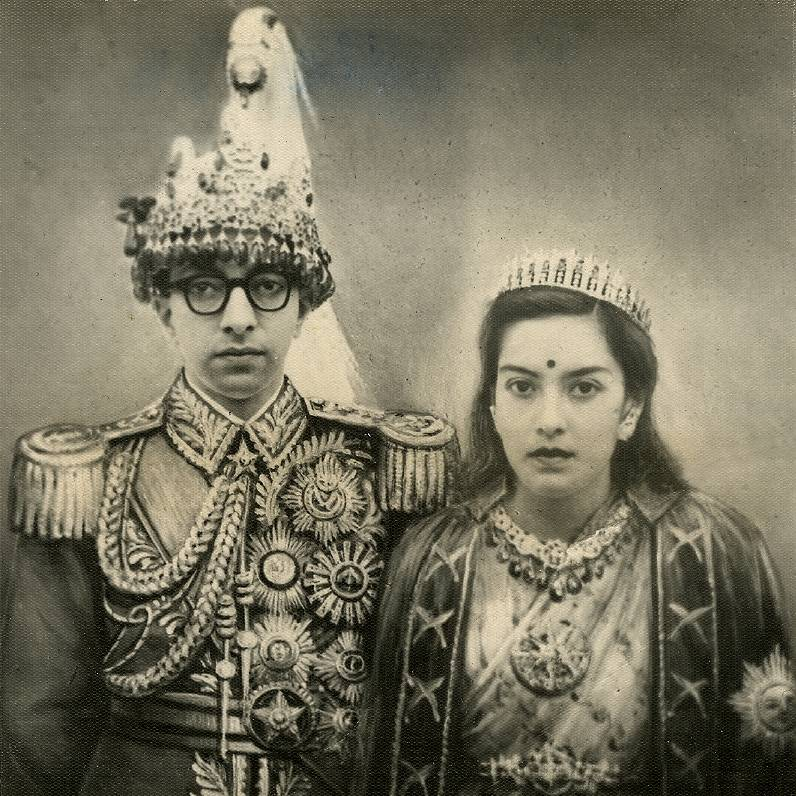
König Mahendra und Königin Ratna von Nepal um das Jahr 1957. Die Krone von König Mahendra ist mit Flankenfedern des Großparadiesvogels geschmückt, die pferdeschweifähnlich einer juwelengeschmückten Fassung entspringen.

Der Großparadiesvogel zählt zu den wenigen Arten, bei denen die Federn auch eine traditionelle Bedeutung außerhalb Neuguineas haben. Die Flankenfedern des Großparadiesvogels schmückten über Jahrhunderten die Kopfbedeckung von hochgestellten Mitgliedern des nepalesischen Königshofes. Getragen wurden sie vom König, dem Premierminister und Generälen zu besonderen zeremoniellen Anlässen. Die Federn gelangten vor dem Exportverbot über traditionelle Handelswege von Neuguinea nach Nepal. Bei der nepalesischen Krone werden besonders lange Flankenfedern verwendet, die pferdeschweifähnlich einer juwelenbesetzten Fassung entspringen.

### Haltung
Der britische Naturforscher Thomas Pennant (1726–1798) erwähnte, dass bereits vor 1790 ein lebender Großparadiesvogel nach Großbritannien gesendet worden war. René Primevère Lesson (1794–1849) erwähnte, dass er 1828 auf der indonesischen Insel Ambon zwei Großparadiesvögel gesehen habe, die ein chinesischer Kaufmann gehalten habe.
Zu den Zoologischen Gärten, die vergleichsweise früh diese Art hielten, gehört die New York Zoological Society, die 1935 und 1936 mehrere Großparadiesvögel hielt.

## Trivia
- Auf einer Nebeninsel der vor der Nordküste Südamerikas liegenden Insel Tobago bestand über 75 Jahre lang eine kleine freilebende Population an Großparadiesvögeln, die auf dieser Insel ausgewildert worden war. Sie starb dann auf Grund der wiederholten Lebensraumvernichtungen durch Hurrikane aus.[3] An diesen Vögeln wurden zahlreiche Beobachtungen zur Balz dieser Art vorgenommen.[7]

- Bei der Krönung des nepalesischen Königs Mahendra im Jahre 1957 waren die im Besitz des nepalesischen Königshauses noch befindlichen Federn des Großparadiesvogels, die traditionell Krone und Kopfbedeckung hochgestellter Angehöriger des Hofes tragen, weitgehend beschädigt. Auf Grund des mittlerweile erlassenen Exportverbotes auf dem Handelsweg keine Federn mehr legal erwerbbar. Auf Vorschlag des Ornithologen Ernest Thomas Gilliard wurde durch Vertreter der US-amerikanischen Botschaft dem nepalesischen Königshaus Federn übersandt, die sich seit einer Zollbeschlagnahmung seit längerem im American Museum of Natural History befanden.[8]